# حروب الموز
حروب الموز كانت عبارة عن سلسلة من الصراعات التي تكونت من الاحتلال العسكري، وأعمال الشرطة، وتدخل الولايات المتحدة في أمريكا الوسطى ومنطقة البحر الكاريبي بين نهاية الحرب الأمريكية الإسبانية في عام 1898 وحتى بداية سياسة حسن الجوار في عام 1934. نفذت التدخلات العسكرية بشكل أساسي من قبل سلاح مشاة البحرية الأمريكي، الذي طور أيضًا دليلًا، سمي دليل الحروب الصغيرة (1921) بناءً على تلك التجارب. قدمت البحرية الأمريكية في بعض الأحيان الدعم الناري وقد نُشرت قوات من جيش الولايات المتحدة.
مع توقيع معاهدة باريس عام 1898، سيطرت الولايات المتحدة على كوبا وبورتوريكو وغوام والفلبين (بعد نهاية سيطرة إسبانيا). ثم شرعت أمريكا بإجراء تدخلات عسكرية في كوبا وبنما وهندوراس ونيكاراغوا والمكسيك وهايتي وجمهورية الدومينيكان. انتهت هذه الصراعات بانسحاب القوات من هايتي في عام 1934 في عهد الرئيس فرانكلين دي روزفلت.
انتشر مصطلح «حروب الموز» في عام 1983 بواسطة الكاتب ليستر دي لانغلي. وقد كتب لانغلي عدة كتب عن تاريخ أمريكا اللاتينية والتدخل الأمريكي، بما في ذلك: الولايات المتحدة ومنطقة البحر الكاريبي، 1900-1970، وحروب الموز: التاريخ الداخلي للإمبراطورية الأمريكية، 1900-1934، يشمل عمله المتعلق بحروب الموز الإمبراطورية الأمريكية الاستوائية أو المدارية بأكملها، والتي تجاوزت نصف الكرة الغربي، وامتدت على فترتي رئاسة روزفلت. انتشر هذا المصطلح من خلال هذا الكتاب وصوّر الولايات المتحدة كقوة شرطة مرسلة للتوفيق بين هذه البلدان الاستوائية المتحاربة والمجتمعات الخارجة عن القانون والسياسيين الفاسدين؛ وبشكل أساسي تأسيس حكم الولايات المتحدة على التجارة الاستوائية.

## الأصول
كانت دوافع الولايات المتحدة للصراعات اقتصادية وعسكرية إلى حد كبير. جرت صياغة مصطلح «حروب الموز» في وقت لاحق، من أجل تصنيف الدوافع على أنها محصورة تقريبًا بالحفاظ على المصالح التجارية للولايات المتحدة في المنطقة.
والأهم من ذلك، أن الولايات المتحدة كانت تقدم المصالح الاقتصادية والسياسية والعسكرية من أجل الحفاظ على مجال نفوذها وتأمين قناة بنما (التي افتتحت عام 1914). كانت الولايات المتحدة قد بنت مؤخرًا قناة بنما من أجل تعزيز التجارة العالمية وإبراز قوتها البحرية. أما الشركات الأمريكية، مثل شركة الفاكهة المتحدة، كانت لديها أيضًا حصص مالية في إنتاج الموز والتبغ وقصب السكر وسلع أخرى في جميع أنحاء منطقة البحر الكاريبي وأمريكا الوسطى وشمال أمريكا الجنوبية.

## التدخلات
- بنما: تعود تدخلات الولايات المتحدة في البرزخ إلى معاهدة بيدلاك - مالارينو عام 1846 وتكثفت بعد ما يسمى بشغب البطيخ عام 1856. وفي عام 1885 حصل التدخل العسكري الأمريكي على تفويض ببناء قناة بنما. وانهارت عملية البناء بسبب الإفلاس وسوء الإدارة والمرض في عام 1889، لكنها استؤنفت في القرن العشرين.[2] وفي عام 1903، انفصلت بنما عن جمهورية كولومبيا، بدعم من حكومة الولايات المتحدة خلال حرب الألف يوم. سمحت معاهدة هاي بونسفوت للولايات المتحدة ببناء قناة بنما والسيطرة عليها. وفي عام 1903 فرضت الولايات المتحدة سيادتها على منطقة قناة بنما.
- الحرب الأمريكية الإسبانية: استولت القوات الأمريكية على كوبا وبورتوريكو من إسبانيا عام 1898. وأدت نهاية الحرب الأمريكية الإسبانية إلى اندلاع حروب الموز.
- كوبا: في ديسمبر عام 1899، أعلن الرئيس الأمريكي ويليام ماكينلي أن الجنرال في الجيش الأمريكي ليونارد وود[3]  يتمتع بالسلطة العليا في كوبا.[4] غزت الولايات المتحدة كوبا لتنتزعها من الإمبراطورية الإسبانية. واحتلتها الولايات المتحدة من عام 1898 حتى عام 1902 تحت إدارة وود كحاكم عسكري لها، ومرة أخرى من عام 1906 حتى عام 1909، وعام 1912، ومن ثم عام 1917 حتى عام 1922، ووفقًا لبنود معاهدة العلاقات الكوبية الأمريكية (1903) حتى عام 1934. وفي عام 1903، حصلت الولايات المتحدة على عقد إيجار دائم لقاعدة خليج غوانتانامو البحرية.
- جمهورية الدومينيكان: بدأت التدخلات في عام 1903، وفي عام 1904 (قضية سانتو دومينغو)، وعام 1914 (شاركت القوات البحرية في معارك في مدينة سانتو دومينغو[5])؛ وقد احتلتها الولايات المتحدة من عام 1916 حتى عام 1924.